# Otto Ostrowski

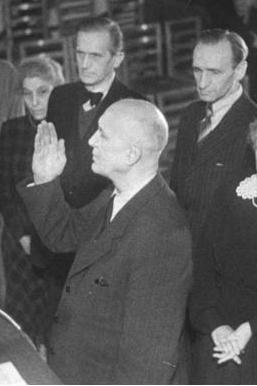
Ostrowski bei seiner Vereidigung als Berliner Stadtverordneter, 1946

Otto Ostrowski (* 28. Januar 1883 in Spremberg, Brandenburg; † 16. Juni 1963 in Knokke, Belgien) war ein deutscher Politiker (SPD) und Widerstandskämpfer gegen den Nationalsozialismus. Er war von 1922 bis 1926 Bürgermeister von Finsterwalde, von 1926 bis 1933 Bürgermeister des Berliner Bezirks Prenzlauer Berg und von Dezember 1946 bis April 1947 Oberbürgermeister von Groß-Berlin.

## Leben
Ostrowski wuchs als Sohn eines Tuchmachers und Werksmeisters in Luckenwalde auf. Das Abitur legte er 1903 am Schiller-Gymnasium in Charlottenburg ab. Als Werkstudent studierte er an der Friedrich-Wilhelms-Universität zu Berlin Neuphilologie, Romanistik und Literaturwissenschaft, 1909 promovierte er an der Universität Greifswald. 1910 heiratete er Bertha Baehr (geb. am 10. April 1880 in Bischofswerder) in Berlin. Da ihm wegen seiner politischen Haltung die gewünschte Aufnahme in den preußischen Schuldienst verwehrt wurde, war er einige Jahre Privatlehrer in Luckenwalde, Lyon und Sheffield. 1913 war er Seminarkandidat am Realgymnasium in Nordhausen, 1914 wurde er wissenschaftlicher Hilfslehrer in Lankwitz bei Berlin, 1918 Oberlehrer am Realgymnasium Lankwitz.
Nach dem Ersten Weltkrieg trat er im November 1918 in die Sozialdemokratische Partei Deutschlands (SPD) ein und wurde einen Monat später ehrenamtlicher Gemeindevorsteher von Lankwitz. Dieses wurde 1920 nach Berlin eingemeindet, und Ostrowski wurde Mitglied der Bezirksverwaltung Steglitz. Wegen antisemitischer Hetze – seine Frau war Jüdin – verließ er 1922 den Schuldienst. Von 1922 bis 1926 war er hauptamtlicher Bürgermeister von Finsterwalde in der Niederlausitz. 1926 wurde Ostrowski für zwölf Jahre zum Bürgermeister von Berlin-Prenzlauer Berg gewählt. Im März 1933 wurde Ostrowski von den Nazis entlassen und von der SA verhaftet. In der Folgezeit arbeitete er als Hausverwalter. Er trennte sich von seiner Frau, blieb aber mit ihr verheiratet, um sie vor der Verfolgung durch die Nazis zu schützen.

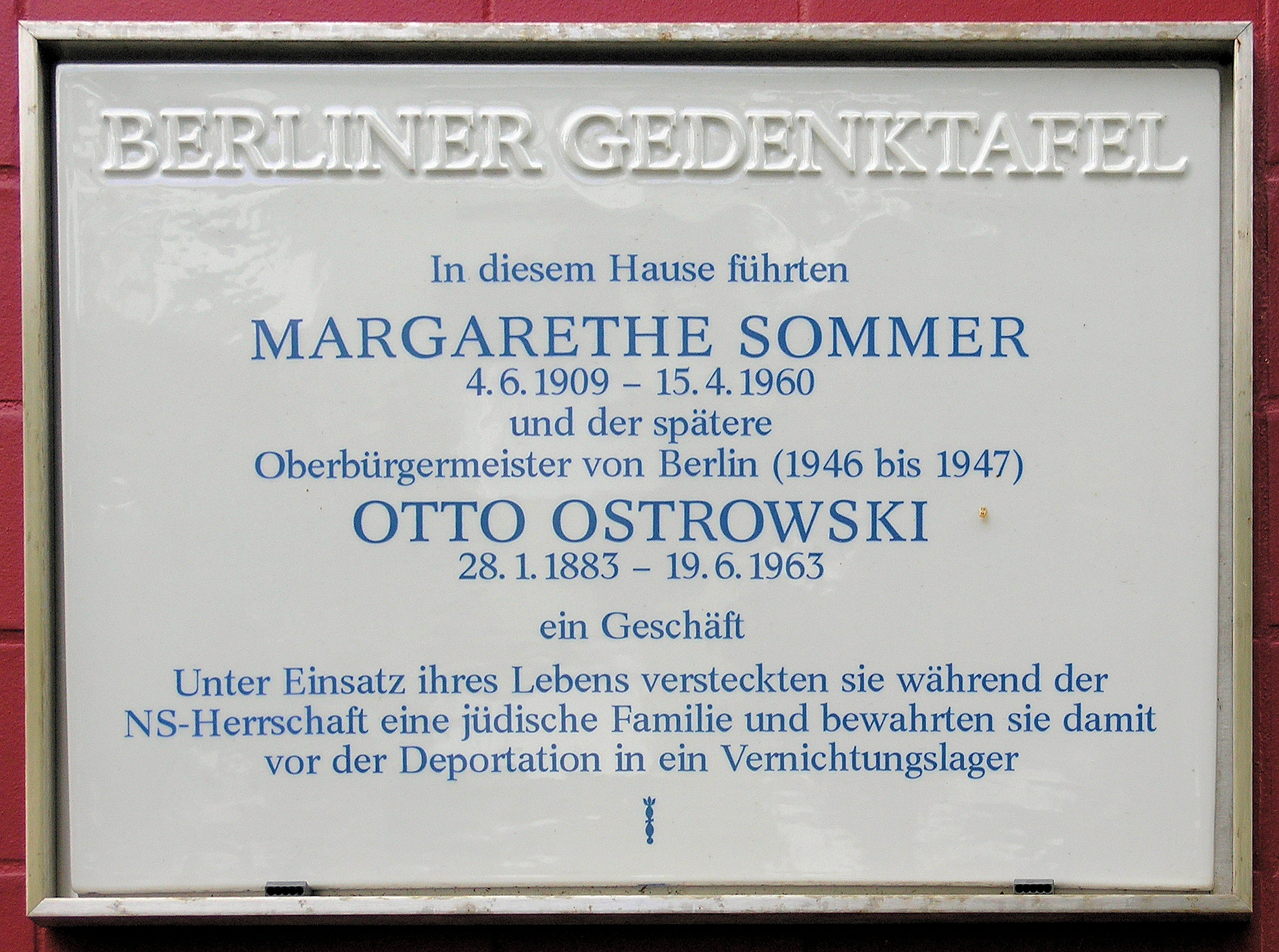
Berliner Gedenktafel am Haus Westfälische Straße 64, in Berlin-Halensee

Ostrowski war Mitglied der linkssozialistischen Widerstandsgruppe Roter Stoßtrupp. Innerhalb der Gruppe soll er unter anderem eine Sabotagegruppe geleitet haben und Stellvertreter von Kurt Megelin gewesen sein, wenn dieser in Haft war. Ostrowski und andere Mitglieder der Widerstandsgruppe waren daran beteiligt, Martin Deutschkron, dem Vater von Inge Deutschkron, 1938 zur Emigration zu verhelfen. Er gründete eine Buchhandlung, die auch als Treffpunkt von Widerstandskreisen diente. Mit seiner Lebensgefährtin, der Schreibwarenhändlerin Margarete (Grete) Sommer, versteckte und versorgte er 1943/44 in ihrer Wohnung, dann im Hinterzimmer des Geschäfts in Berlin-Halensee und im Bootshaus in Schildhorn Inge und ihre Mutter Ella Deutschkron. Auch sein Freund und SPD-Mitglied Walter Rieck sowie seine Frau Jenny Rieck unterstützten Inge und ihre Mutter und gaben ihnen bei sich eine Zuflucht in der Illegalität. Durch einen Luftangriff der Alliierten auf Berlin im November 1943 verloren Ostrowski und Sommer ihre Wohnung und zogen nach Calau in der Lausitz, wo Ostrowski auch seine jüdische Frau (von der er sich 1944 scheiden ließ) bis zum Kriegsende versteckte.
Nach dem Zweiten Weltkrieg war Ostrowski ab Mai 1946 kurze Zeit Bürgermeister des Berliner Bezirks Wilmersdorf. Nach der Wahl zur Stadtverordnetenversammlung von Groß-Berlin am 20. Oktober 1946 wurde er am 5. Dezember zum Oberbürgermeister von Groß-Berlin gewählt und von den vier alliierten Stadtkommandanten bestätigt. Ostrowski wandte sich zwar gegen die Zwangsvereinigung von SPD und KPD zur SED, war jedoch weiter zur Kooperation mit der Sozialistischen Einheitspartei Deutschlands (SED) bereit. Durch seine guten Kontakte zum sowjetischen Stadtkommandanten Alexander Kotikow erreichte er im Hungerwinter 1946/47 zusätzliche Holzeinschläge aus den Wäldern der sowjetischen Besatzungszone. Anders als Ostrowski setzten sich seine Parteikollegen Ernst Reuter, Gustav Klingelhöfer und Franz Neumann im beginnenden Kalten Krieg für eine strikte Abgrenzung von der sowjetischen Besatzungsmacht und der SED ein. Als sich der Oberbürgermeister weigerte, die SED-Funktionäre aus seinem Magistrat zu entlassen, stellte seine eigene Fraktion am 11. April 1947 einen Misstrauensantrag gegen ihn. Dieser scheiterte zwar an der erforderlichen Zwei-Drittel-Mehrheit (87 Stimmen wären nötig gewesen, der Antrag erreichte 85 Stimmen), Ostrowski trat aber schließlich am 17. April 1947 zurück.
Zu seinem Nachfolger wurde am 24. Juni 1947 Ernst Reuter gewählt, der sein Amt jedoch wegen des sowjetischen Vetos in der Alliierten Kommandantur nicht antreten konnte. Im Magistrat Reuter I wurde daher Louise Schroeder amtierende Oberbürgermeisterin bis zur Wahl zur Stadtverordnetenversammlung im Dezember 1948. Ostrowski wurde 1948 Präsident des neu geschaffenen Berliner Hauptprüfungsamtes. Als dieses 1951 durch den Rechnungshof von Berlin ersetzt wurde, versetzte der Senat Ostrowski – gegen seinen Willen – in den Ruhestand. Von 1950 bis 1953 war er Vorsitzender des Deutschen Freidenker-Verbands. Er heiratete seine langjährige Partnerin Margarete Sommer.

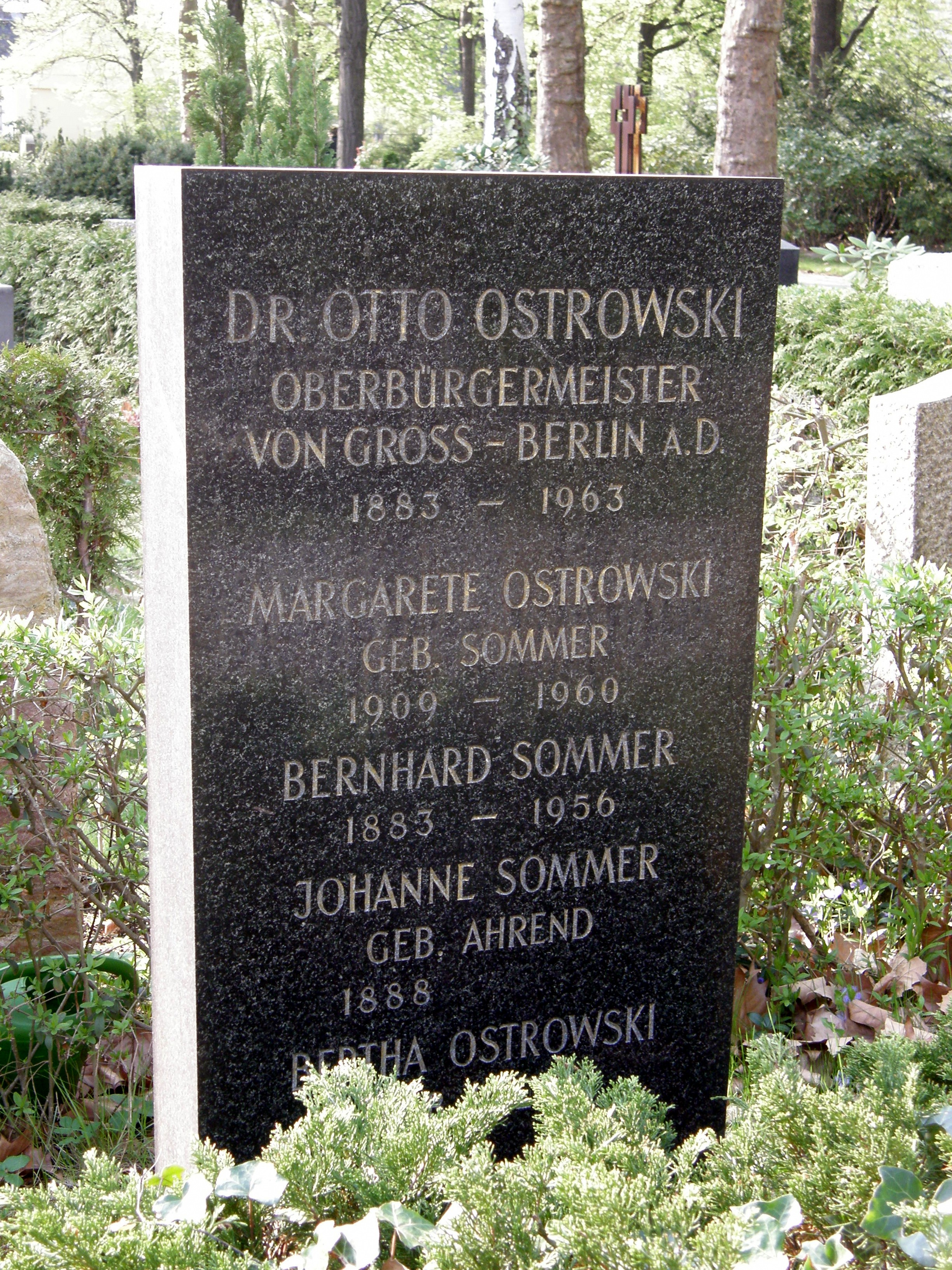
Ehrengrab von Otto Ostrowski auf dem Friedhof Wilmersdorf

Otto Ostrowski starb im Juni 1963 während eines Erholungsurlaubs im belgischen Nordseebad Knokke. Er wurde auf dem Friedhof Wilmersdorf in Berlin beigesetzt. Auf Beschluss des Senats von Berlin ist die letzte Ruhestätte von Otto Ostrowski (Grablage: D1-Reihe 1-Nr.6) seit August 2021 als Ehrengrab des Landes Berlin gewidmet. Diese Widmung gilt zunächst für die übliche Frist von zwanzig Jahren, kann anschließend aber verlängert werden.
Im Entwicklungsgebiet Alter Schlachthof in Prenzlauer Berg wurde im Jahr 2000 eine Straße nach Otto Ostrowski benannt.